# Elapotinus picteti
Elapotinus picteti is een slang uit de familie Pseudoxyrhophiidae.

## Naam en indeling
De wetenschappelijke naam van de soort werd voor het eerst voorgesteld door Giorgio Jan in 1862. Lange tijd werd de wetenschappelijke naam Exallodontophis albignaci gebruikt, maar deze soort bleek een synoniem te zijn van Elapotinus picteti. Het is de enige soort uit het monotypische geslacht Elapotinus. Ook het geslacht Elapotinus werd beschreven door Jan in 1862.
De soortaanduiding picteti is een eerbetoon aan de Zwitserse zoöloog François Jules Pictet de la Rive (1809 – 1872).

## Verspreiding en habitat
De slang komt voor in delen van Afrika en leeft endemisch op het eiland Madagaskar. De habitat bestaat uit vochtige tropische en subtropische laaglandbossen. De soort is aangetroffen op een hoogte van ongeveer 700 tot 1000 meter boven zeeniveau.

## Beschermingsstatus
Door de internationale natuurbeschermingsorganisatie IUCN is de beschermingsstatus 'veilig' toegewezen (Least Concern of LC).